# Compact Disco
Compact Disco ist eine ungarische Elektropop-Band. 

## Geschichte
Nach der Gründung 2008 wurden zwei Alben und diverse Singles und Musikvideos veröffentlicht. Auch als Live-Band machte sich die Gruppe in Ungarn einen Namen, sie wurde bei den MTV Europe Music Awards 2011 als „beste ungarische Künstler“ ausgezeichnet. Im Februar wurde die Gruppe durch Televoting zum Sieger des ungarischen Vorentscheids zum Eurovision Song Contest gewählt und durfte daher beim Eurovision Song Contest 2012 mit ihrem Popsong Sound of our Hearts im ersten Halbfinale antreten. Hier schaffte sie den Einzug in das vier Tage später stattfindende Finale des Wettbewerbs und landete auf Platz 24.

## Diskografie

### Alben
- 2009: Stereoid (CLS)
- 2011: II (CLS)
- 2012: Two Point Five (CLS)
- 2013: The Storm (Tom Tom Records)
- 2018: Compact Disco 4. (Magneoton)

### Singles
- 2009: I’m in Love
- 2010: Without You
- 2010: Fly or Dive
- 2011: Feel the Rain
- 2012: Sound of Our Hearts
- 2012: Leave it Up to Me (feat. MC Columbo)
- 2012: Fly With You
- 2013: We Will Not Go Down
- 2013: The Storm
- 2013: You Don’t Care
- 2014: Ms. Right